# Luigi Busà
Luigi Busà (Avola, 9 ottobre 1987) è un karateka italiano, specializzato nel kumite, campione olimpico a Tokyo 2020.

## Biografia
Luigi Busà nasce ad Avola, in provincia di Siracusa, nel 1987, in una famiglia profondamente legata al karate: il padre, Nello Busà, è maestro e figura storica del karate italiano, fondatore della scuola Siracusa Karate, mentre le sorelle, Lorena, Cristina e Stephanie, sono anch’esse atlete di alto livello. Fin da piccolo, Luigi cresce in un ambiente in cui la disciplina, il rispetto e la passione per le arti marziali costituiscono un riferimento quotidiano. Inizia a praticare karate giovanissimo, mostrando da subito un talento straordinario per il kumite, disciplina in cui eccellerà a livello mondiale. È noto al grande pubblico anche con il soprannome "Il Gorilla di Avola", per la sua potenza esplosiva sul tatami e il carattere determinato.
La sua carriera agonistica è tra le più brillanti della storia del karate italiano. Nel 2006, a soli 18 anni, conquista il suo primo titolo mondiale nella categoria -75 kg a Tampere, diventando il più giovane campione del mondo della World Karate Federation. Sei anni dopo, nel 2012, si conferma ai vertici vincendo il suo secondo titolo mondiale a Parigi, battendo in finale il plurititolato azero Rafael Aghayev.
Nel 2015 conquista la medaglia d’argento ai Giochi Europei di Baku, mentre nel 2016 ottiene il bronzo ai Campionati Mondiali di Linz. Nel 2017 torna sul tetto d’Europa con una medaglia d’oro, seguita nel 2018 da un bronzo agli Europei e da un argento ai Mondiali di Madrid. Nel 2019 si riconferma campione europeo a Guadalajara, in Spagna. Nel 2020 si qualifica ufficialmente ai Giochi Olimpici di Tokyo e nel 2021 vince due tappe della Premier League (Istanbul e Lisbona), preparandosi alla competizione più importante della sua carriera.
Il momento culminante arriva nell’agosto 2021, ai Giochi Olimpici di Tokyo (posticipati di un anno per la pandemia), dove conquista la medaglia d’oro nella categoria -75 kg, nell’edizione che segna il debutto olimpico del karate. Con questa vittoria diventa il primo karateka italiano della storia a salire sul gradino più alto del podio olimpico. Per questo risultato, viene insignito dal CONI del Collare d’Oro al Merito Sportivo, la massima onorificenza dello sport italiano.
Oltre ai suoi successi sportivi, Busà si è distinto per un forte impegno sociale. Ha raccontato la propria esperienza di bambino in sovrappeso e vittima di bullismo nel libro autobiografico La forza e il controllo. Lezioni di vita sul tatami (2022), in cui esplora le difficoltà dell’infanzia e il ruolo trasformativo del karate nel suo percorso di crescita. Su questi temi ha tenuto numerosi interventi pubblici, tra cui un’apprezzata testimonianza nel programma Le Iene Link. È stato ospite anche del podcast MVP – Most Valuable Podcast, dove ha raccontato il lungo percorso di sacrifici, allenamenti e trasformazione che lo ha condotto fino all’oro olimpico. 
Busà si è spesso schierato contro la violenza sulle donne, partecipando a eventi istituzionali, tra cui un intervento alla Camera dei Deputati, e a campagne di sensibilizzazione. Collabora attivamente con Gloria Peritore al progetto The Shadow Project [1] , un’iniziativa che unisce sport da combattimento e attivismo sociale, promuovendo il rispetto e la prevenzione della violenza. Nei suoi seminari e corsi, Busà promuove attivamente l’empowerment femminile, utilizzando il karate come strumento di autoefficacia, autodifesa e crescita personale.
Parallelamente alla carriera sportiva, ha sviluppato un’attività come formatore e speaker motivazionale. Collabora con aziende e organizzazioni creando percorsi formativi centrati su leadership, autoefficacia, Resilienza,team building e orientamento agli obiettivi. Il suo approccio si basa sull’azione come leva trasformativa, attraverso esperienze concrete che generano consapevolezza, cambiamento e crescita. Le sue sessioni, spesso arricchite da esercitazioni fisiche tratte dal karate, mirano a trasferire strumenti utili per lo sviluppo personale e professionale.
Nel 2024 è stato nominato ambassador per le Olimpiadi Invernali di Milano Cortina 2026 dal CONI, rappresentando l’Italia in eventi di promozione dei valori olimpici, come Be Inspired a Milano.

## Palmarès

### Giochi olimpici

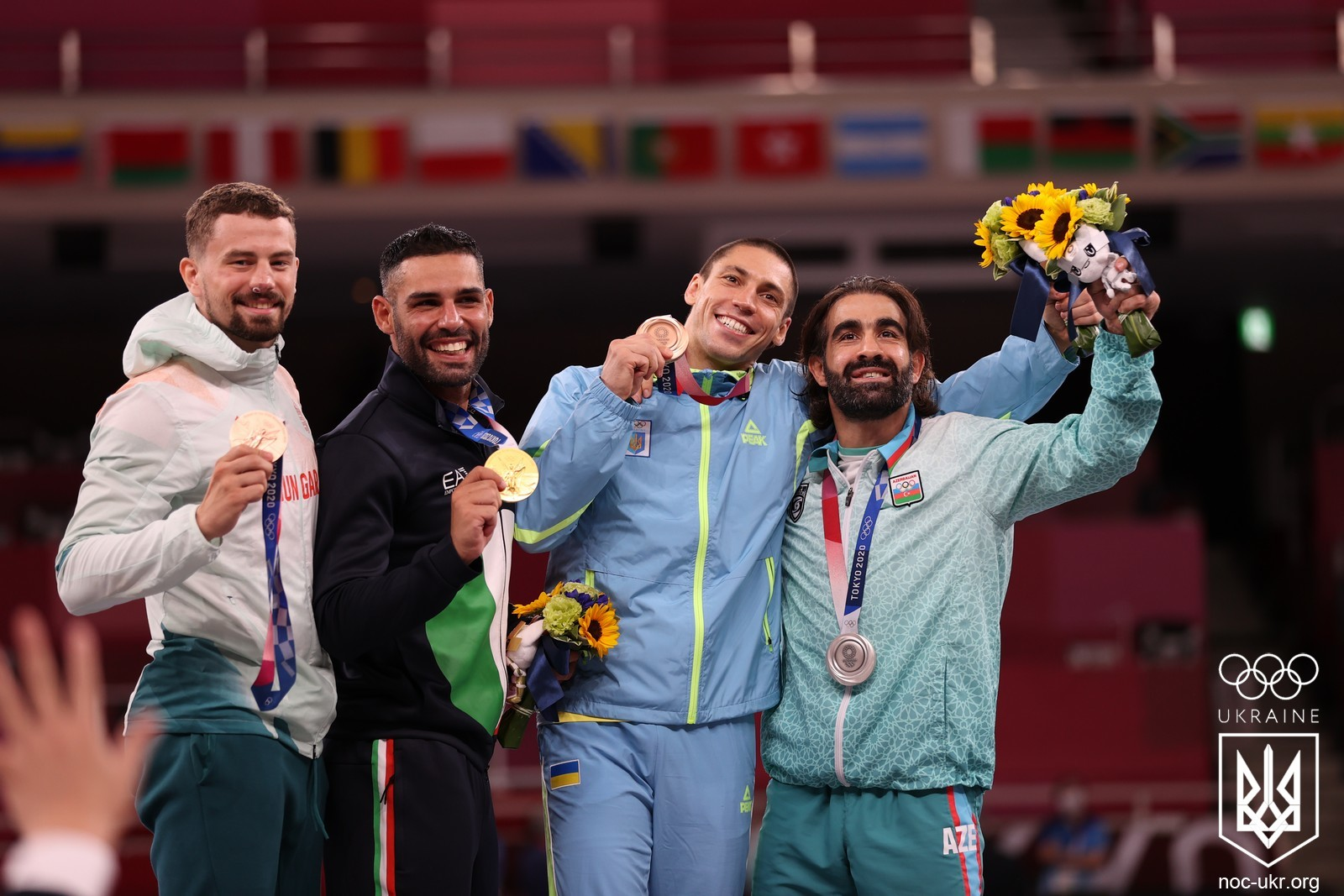
Busà (secondo da sinistra), festeggia la medaglia olimpica

- Giochi olimpici

Tokyo 2020: oro nei -75 kg.

### Mondiali
- 2006 - Tampere: oro nei -80kg.
- 2010 - Belgrado: argento nei -75kg.
- 2012 - Parigi: oro nei -75kg.
- 2014 - Brema: argento nei -75kg.
- 2016 - Linz: bronzo nei -75kg.
- 2018 - Madrid: argento nei -75kg.

### Europei
- 2006 - Stavanger: bronzo nei -80kg.
- 2007 - Bratislava: oro nei -75kg e bronzo a squadre.
- 2008 - Tallinn: bronzo nei -75kg.
- 2009 - Zagabria: argento nei -75kg.
- 2010 - Atene: bronzo nei -75kg.
- 2011 - Zurigo: argento nei -75kg e bronzo a squadre.
- 2012 - Tenerife: oro nei -75kg.
- 2013 - Budapest: bronzo nei -75kg.
- 2014 - Tampere: oro nei -75kg.
- 2015 - Istanbul: bronzo nei -75kg.
- 2017 - Kocaeli: oro nei -75kg.
- 2018 - Novi Sad: bronzo nei -75kg.
- 2019 - Guadalajara: oro nei -75kg.
- 2022 - Gaziantep: bronzo nei 75kg.

### Giochi europei
- 2015 - Baku: argento nei -75kg.

### Giochi del Mediterraneo
- 2022 - Orano: bronzo nei -75kg.

### Campionati italiani
- 2019 Oro Ostia
- 2018 Oro Ostia
- 2017 Oro Ostia
- 2016 Oro Ostia
- 2015 Oro Torino
- 2014 Oro Siracusa
- 2013 Oro Ostia
- 2012 Oro Ostia
- 2011 Oro Bari
- 2010 Oro Biella
- 2009 Oro Lecce
- 2008 Oro Lanciano
- 2007 Oro Arezzo
- 2006 Oro Torino
- 2005 Argento Ostia

### Altro
- Mondiali juniores:

Oro 2007
Bronzo 2005
- Europei juniores:

Oro (2006, 2007 e 2008)
- Mondiali cadetti:

Bronzo 2003
- Europei cadetti:

Argento 2005

## Onorificenze
Onorificenze italiane
Titoli accademici